# ال‌وی‌سیماس
نیم‌رسانا اکسید فلزی مکمل ولتاژ پایین (LVCMOS) یک کلاس ولتاژ پایین از مدارهای مجتمع دیجیتال با فناوری سیماس است.

## بررسی اجمالی
برای به دست آوردن عملکرد بهتر و هزینه‌های کمتر، تولیدکنندگان نیم‌رساناها هندسه قطعات مدارهای مجتمع را کاهش می‌دهند. با هر کاهش، ولتاژ کاری مربوطه نیز باید کاهش یابد تا ویژگی‌های کاری اولیه ترانزیستورها حفظ شود. با پیشرفت فناوری نیم‌رسانا، ولتاژ منبع تغذیه LVCMOS و استانداردهای رابط برای کاهش ولتاژ توسط شورای مهندسی قطعات الکترونیکی مشترک (JEDEC) برای سطوح منطقی دیجیتال کمتر از ۵ ولت تعریف شده‌است.
| ولتاژهایمنطقی | ولت تلرانس | درصد تلرانس | منابع و یادداشت‌ها   |
| ------------- | ---------- | ----------- | ------------------- |
| 5.0 V         | +/-0.5 V   | +/-۱۰٫۰٪    | منطق TTL، نه LVCMOS |
| 3.3 V         | +/-0.3 V   | +/-۹٫۰۹٪    | [ ۱ ]               |
| ۲٫۵ ولت       | +/-0.2 V   | +/-۸٫۰۰٪    | [ ۲ ] [ ۳ ]         |
| 1.8 V         | +/-0.15 V  | +/-۸٫۳۳٪    | [ ۴ ] [ ۵ ]         |
| ۱٫۵ ولت       | +/-0.1 V   | +/-۸٫۳۳٪    | [ ۶ ] [ ۷ ]         |
| 1.2 V         | +/-0.1 V   | +/-۸٫۳۳٪    | [ ۸ ] [ ۹ ]         |
| 1.0 V         | +/-0.1 V   | +/-۸٫۳۳٪    | [ ۱۰ ]              |
| 0.9 V         | +/-0.045 V | +/-۵٫۰۰٪    |                     |
| 0.8 V         | +/-0.04 V  | +/-۵٫۰۰٪    |                     |
| 0.7 V         | +/-0.05 V  | +/-۷٫۱۴٪    |                     |